# Elsterperlenweg
Der Elsterperlenwanderweg ist ein vom Verband Deutscher Gebirgs- und Wandervereine mit dem Gütesiegel "Qualitätsweg Wanderbares Deutschland" zertifizierter Rundwanderweg.
Er führt über 72 km
vom Eingang des Greizer Parkes über Neumühle/Elster, Berga/Elster, vorbei an der Clodramühle durch die Gemeinde Wünschendorf. Nach Querung des Fuchsbachtals erreicht er Großdraxdorf und führt weiter über den Zehnmarkweg und den Reitsteig mit Blick ins Tal der Weißen Elster vorbei an der Talsperre Albersdorf nach Berga. Weiter nach Markersdorf, Untergeißendorf und Mühlberg wieder zurück nach Greiz, wo der Wanderweg über das Obere Schloss zum Nordeingang des Greizer Parkes den Bogen schließt. Es sind 1700 Markierungen und 450 Schilder auf der Strecke angebracht.

## Aussichtspunkte

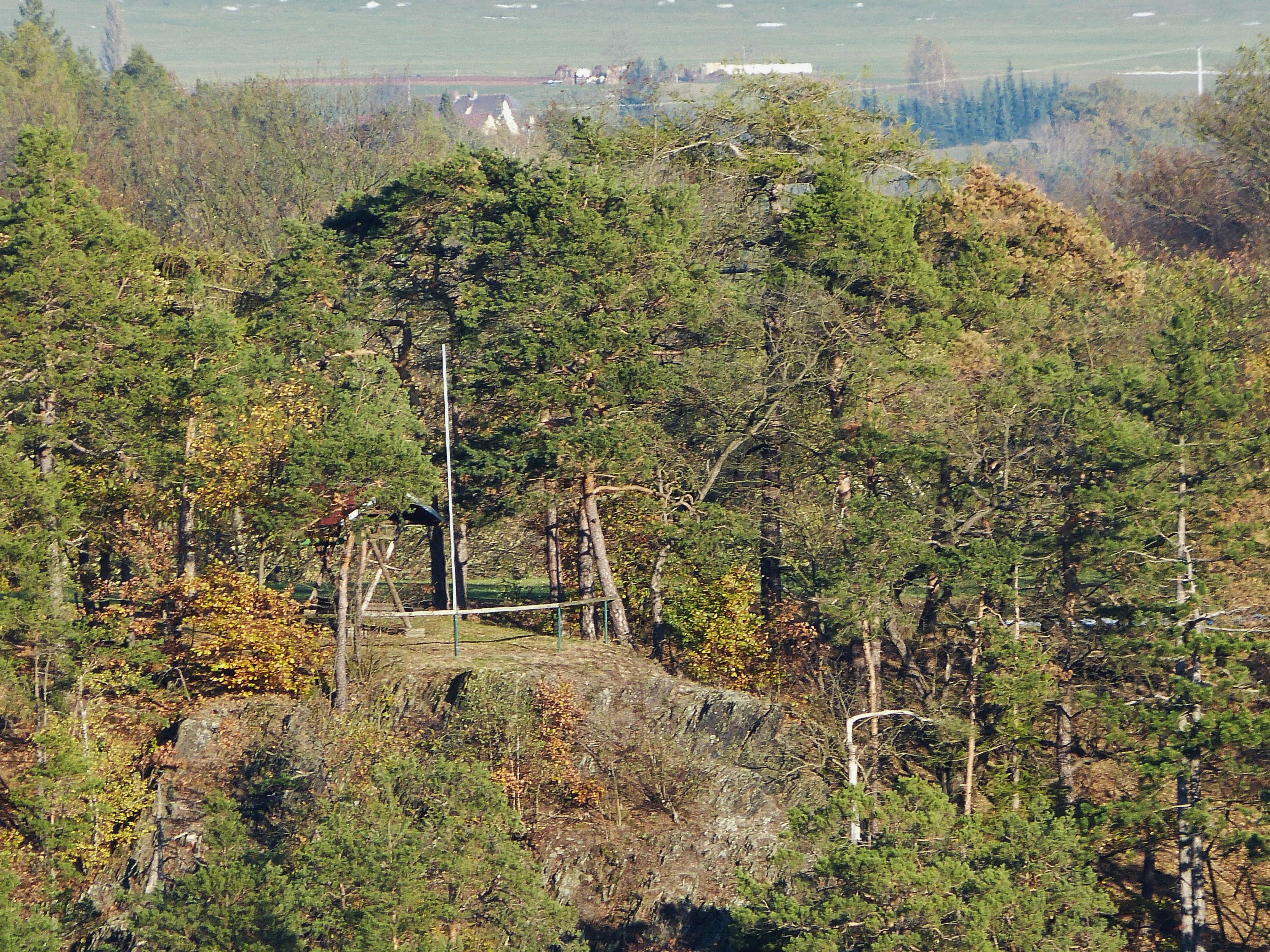
Der sagenumwobene Weiberstein auf der Hochfläche bei Großdraxdorf
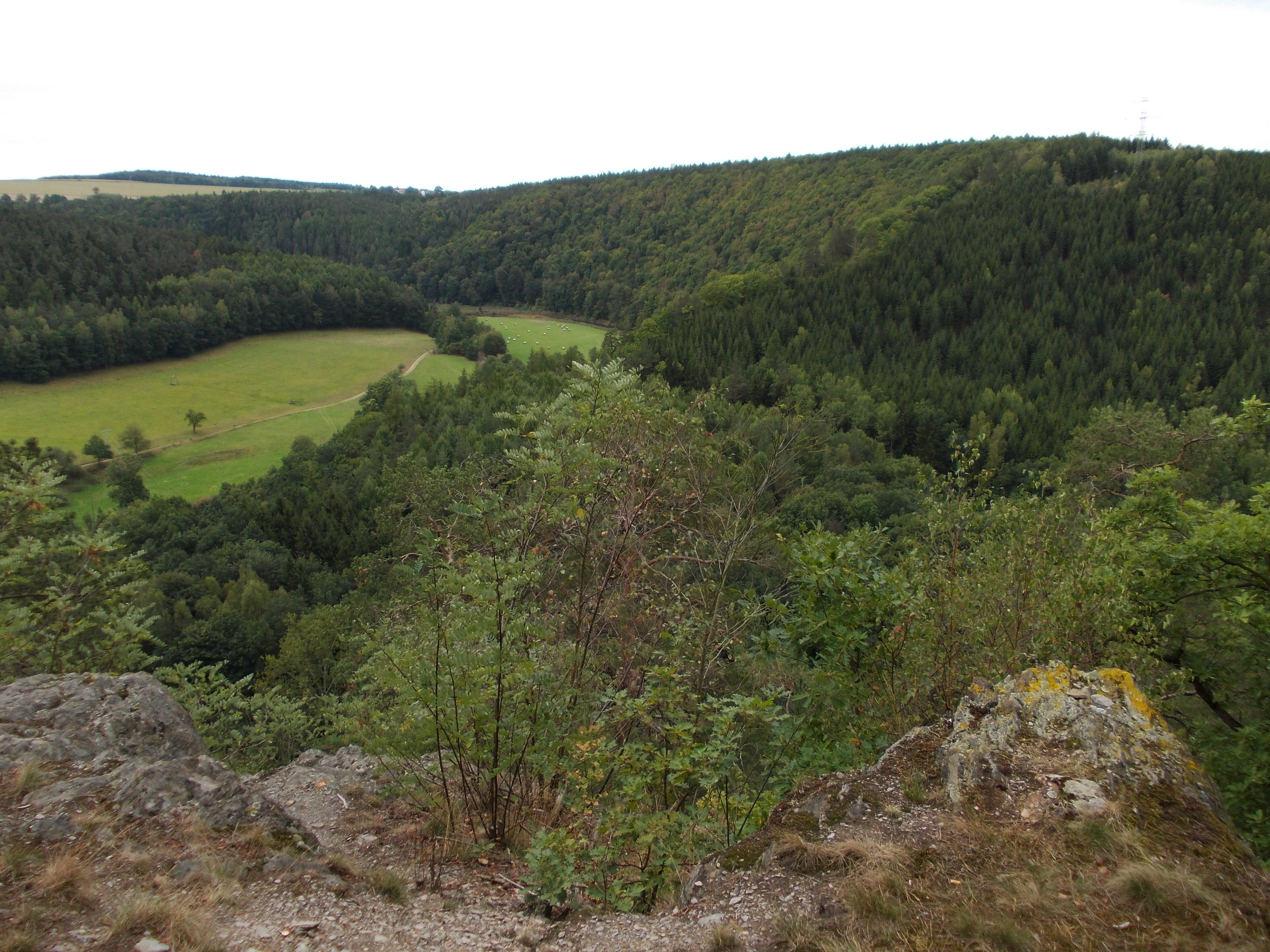
Blick vom Weiberstein in das Elstertal
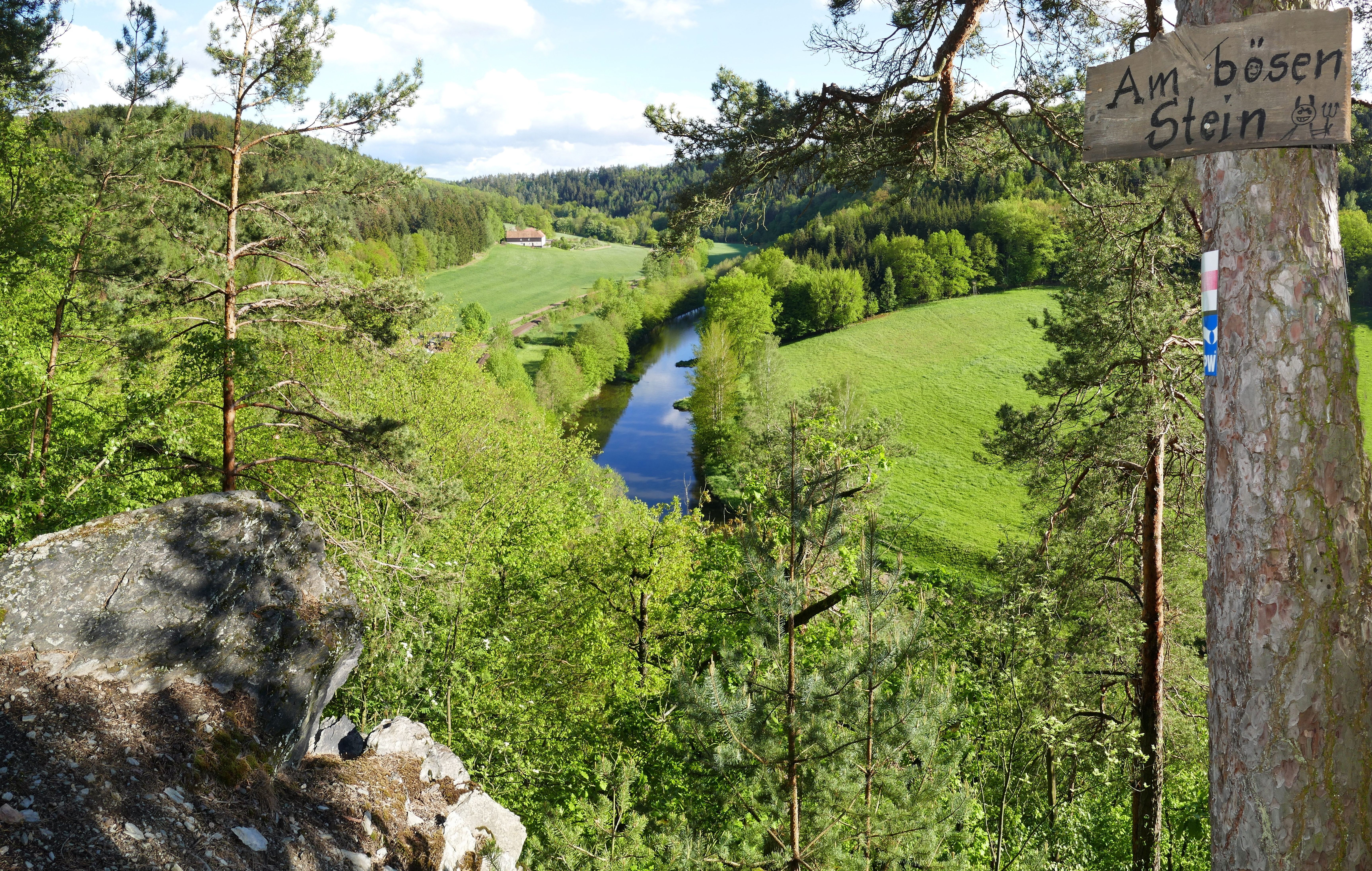
Blick vom Reitsteig zum "Oberhammer" vor Berga
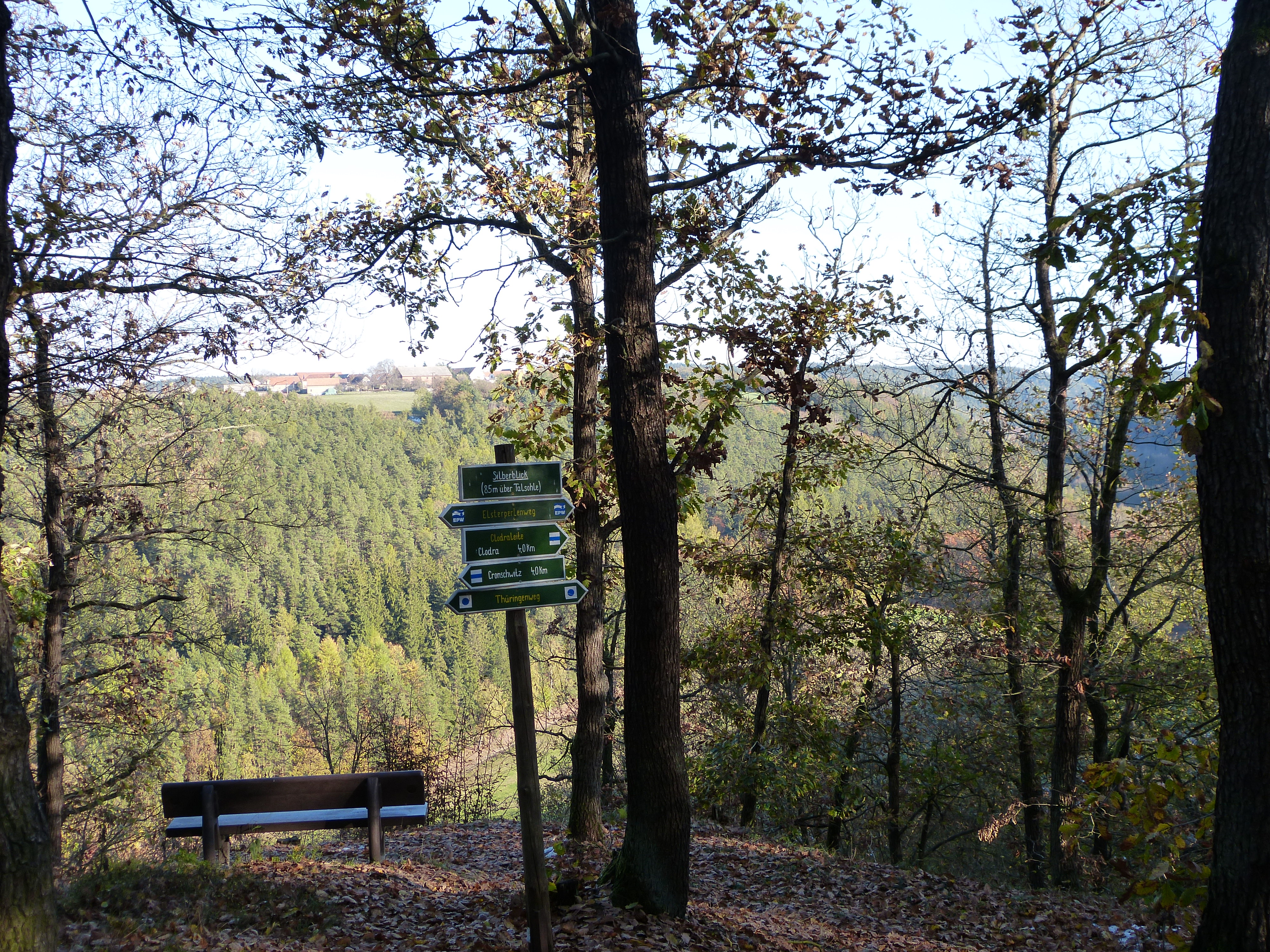
Aussichtspunkt auf dem Silberberg mit Blick nach Großdraxdorf
Die Teufelskanzel bei Großdraxdorf
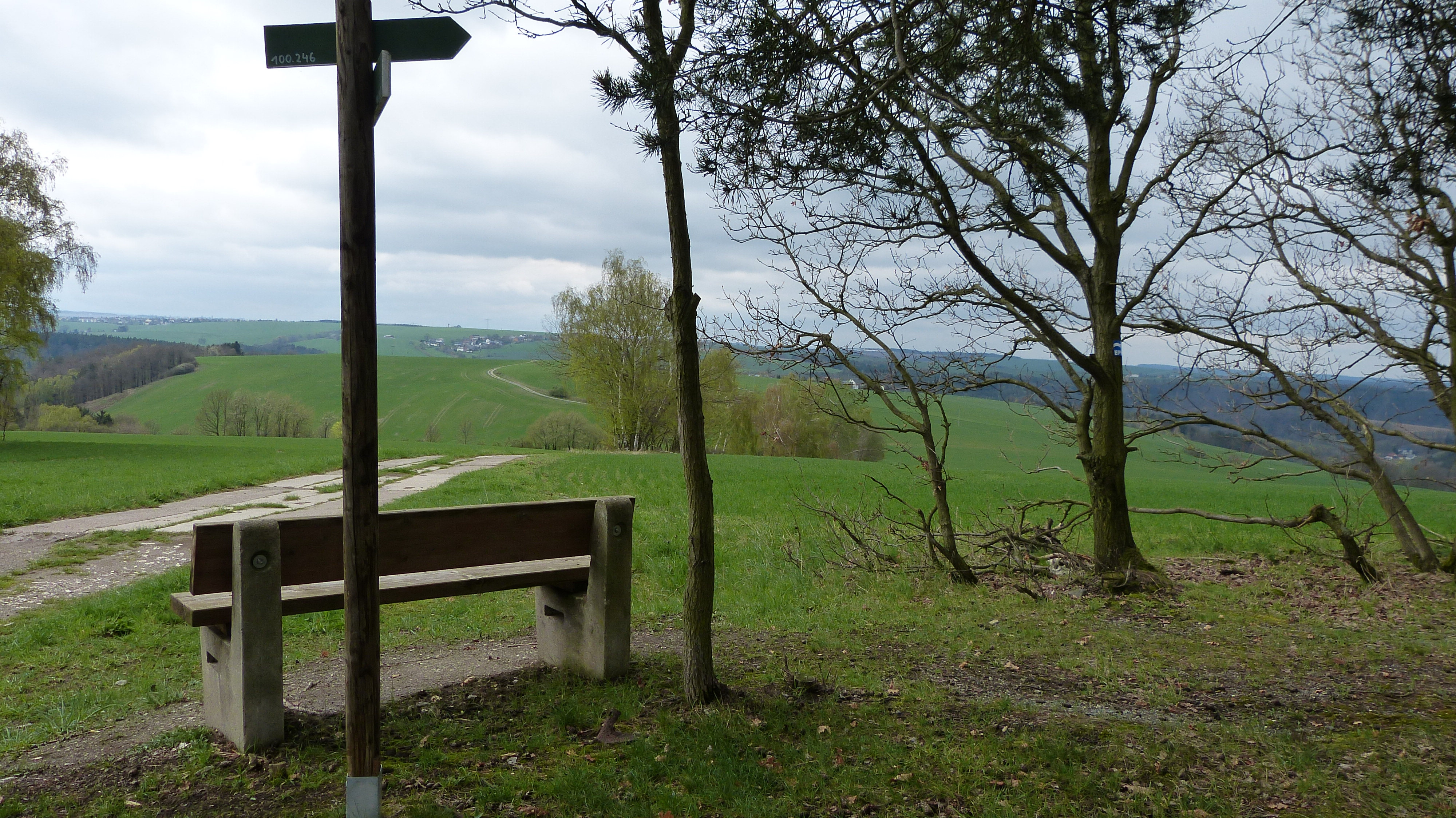
Blick vom Eulaer Höhenweg